# Reinhold Schenk
Reinhold Schenk (* 20. Juni 1930 in Friedenthal, Kreis Altenkirchen; † 28. August 2010 in Siegburg) war ein deutscher Diplomat.

## Leben
Schenk studierte von 1949 bis 1955 Rechtswissenschaft an den Universitäten in Marburg und Paris. Zu Beginn seines Studiums trat er in die Marburger Burschenschaft Rheinfranken ein. Nach zwei Semestern schied er allerdings wieder aus. Des Weiteren absolvierte er ab 1952 ein Auslandsstudium an der Columbia University in New York, das er 1953 mit dem Master of Arts beendete. 1955 legte er die Erste Juristische Staatsprüfung ab und im folgenden Jahr wurde er mit Die Maßnahmen der deutschen Seekriegführung im 2. Weltkrieg in ihrer völkerrechtlichen Bedeutung zum Doktor der Rechtswissenschaften promoviert.
Nach Ablegung der Zweiten Juristischen Staatsprüfung 1960 trat Schenk in den Dienst des Auswärtigen Amtes ein und erhielt dort zunächst eine Attachéausbildung. Ab 1962 war er Ständiger Vertreter des Leiters der Botschaft der Bundesrepublik Deutschland in Manila. Danach folgte eine Tätigkeit in der Zentralabteilung des Auswärtigen Amtes in Bonn, ehe er 1971 an die Deutsche Botschaft in Washington wechselte. Von 1975 bis 1978 war er Ständiger Vertreter des Leiters der Deutschen Botschaft in Stockholm und von 1978 bis 1984 wurde er erneut in der Zentralabteilung des Außenministeriums eingesetzt. Von 1984 bis 1988 war er im Bundespräsidialamt in Bonn tätig.
Von März 1988 bis 1992 war Schenk Botschafter der Bundesrepublik Deutschland in Stockholm, von 1992 bis 1995 Botschafter der Bundesrepublik Deutschland in Teheran.